# Michael Carney
Michael Carney (* 9. Januar 1982 in Akron, USA) ist ein US-amerikanischer Art Director, Fotograf und Creative Director. Bekannt wurde er für seine umfangreichen, preisgekrönten visuellen Arbeiten für The Black Keys. Sein Bruder Patrick Carney ist Schlagzeuger der Band.

## Karriere
Carney ist seit der Gründung von The Black Keys deren Art Director und hat das gesamte Album-Artwork der Band gestaltet. 2011 gewann Carney einen Grammy in der Kategorie „Best Recording Package“ für seine Arbeit an dem Black Keys-Album "Brothers".

## Arbeiten (Auswahl)
- The Big Come Up (The Black Keys, 2002)
- Thickfreakness (The Black Keys, 2003)
- Rubber Factory (The Black Keys, 2004)
- Magic Potion (The Black Keys, 2006)
- Attack & Release (The Black Keys, 2008)
- Brothers (The Black Keys, 2010)
- El Camino (The Black Keys, 2011)
- Turn Blue (The Black Keys, 2014)
- Building a Beginning (Jamie Lidell, 2016)[3]
- The Randy Newman Songbook (Randy Newman, 2016)[4]
- Dark Matter (Randy Newman, 2017)[5]
- Passwords (Dawes, 2018)[6]
- Let's Rock (The Black Keys, 2019)
- Delta Kream (The Black Keys, 2021)
- Dropout Boogie (The Black Keys, 2021)
- Glorious Game (El Michels Affair & Black Thought, 2023)[7]
- Ohio Player (The Black Keys, 2024)

## Auszeichnungen
- Grammy Award 2011 „Best Recording Package“ (Brothers)[2]